# 유도 민주주의
유도 민주주의는 통제 민주주의와 관리 민주주의라고도 불리며, 형식적으로는 민주적인 정부이지만 사실상 권위주의 정부 또는 경우에 따라 전제 정부로 기능한다. 이러한 혼합 체제는 선거를 통해 정당성을 얻지만, 국가의 정책, 동기, 목표는 바꾸지 않는다.
유도 민주주의에서 정부는 선거를 통제하여 국민이 민주적 권리를 행사할 수 있도록 하지만, 실제로는 공공 정책이 변화하지 않도록 한다. 기본적인 민주적 원칙을 따르지만, 권위주의로 크게 벗어날 수 있다. 관리 민주주의 하에서는 국가가 선전 기술을 지속적으로 사용하여, 예를 들어 합의 제조를 통해 유권자가 정책에 중대한 영향을 미치지 못하도록 한다.
이 개념은 아노크라시(anocracy)라고도 알려진 준 민주주의와도 관련이 있다.

## 예시

### 사나치아 시기 폴란드
1926년부터 1939년까지 전간기 폴란드를 통치했던 사나치아 정권은 유도 민주주의의 한 예로 여겨지며, 1926년부터 1930년까지의 첫 단계와 1930년부터 1939년까지의 최종 단계 모두 해당된다. 이 정권은 폴란드의 의회 민주주의 구조와 제도를 상당 부분 유지했지만, 유제프 피우수트스키는 정부에 막대한 영향력을 행사하여 "독재자의 자세를 취하기도 했다." 사나치아가 시행한 1935년 폴란드 4월 헌법은 대부분의 국가 권력을 대통령에게 집중시켰지만, 폴란드의 유도 민주주의는 권위주의적이었음에도 불구하고 다원주의적이었다. 야당은 의회와 지방 정부에 참여했고, 정당은 합법적으로 활동할 수 있었다.
폴란드 역사가 안제이 호이노프스키는 피우수트스키 정권 하의 선거가 여전히 의회 민주주의 원칙에 따라 조직되었음을 지적하며, 사나치아 정권은 야당이 대공황을 막지 못했다는 비난을 받았기 때문에 실제로 인기가 있었다. 후기 사나치아에 대해 안토니 폴론스키는 1930년 이후에도 "정당은 살아남았고, 언론은 상당히 자유로웠으며, 비판이 허용되었다"고 언급하며 유도 민주주의 체제가 유지되었음을 밝혔다. 야당의 활동이 방해받기는 했지만, 탄압은 드물었으며 위대한 폴란드 기지와 국민급진기지 (1934년) 두 정당만이 금지되었다.

### 수카르노 시기 인도네시아
제2차 세계 대전 이후, "유도 민주주의"라는 용어는 인도네시아에서 1959년부터 1966년까지 수카르노 행정부의 통치 방식에 사용되었다.

### 푸틴 시기 러시아
"관리 민주주의"라는 용어는 전 푸틴 보좌관 글레프 파블롭스키, 언론, 그리고 러시아 지식인 마라트 겔만에 의해 블라디미르 푸틴 시기 러시아의 정치 체제를 설명하는 데 사용되었다.

## 같이 보기
- 보수 민주주의
- 딕타블란다
- 일당우위제
- 계몽절대주의
- 민족 민주주의
- 헤렌볼크 민주주의
- 비자유 민주주의
- 주권 민주주의
- 전체주의적 민주주의
- 민주주의의 유형